# 勒佩勒兰
勒佩勒兰（法語：Le Pellerin，法語發音：[lə pɛlʁɛ̃] ⓘ）是法国大西洋卢瓦尔省的一个市镇，位于该省中部，属于南特区和南特都会区，其市镇面积为30.65平方公里，2022年1月1日时人口数量为5,335人。
勒佩勒兰是南特都会区的组成部分，位于南特市区西部大约14公里处，其市镇范围沿卢瓦尔河呈带状分布。

## 行政
勒佩勒兰的邮政编码为44640，INSEE市镇编码为44120。

## 地理

勒佩勒兰在大西洋卢瓦尔省内的位置

勒佩勒兰（47°11'54"N, 1°45'14"W）位于法国西北部，卢瓦尔河地区大区西部和大西洋卢瓦尔省中部。
与勒佩勒兰接壤的市镇包括：库埃龙、布埃、布兰、雷地区谢、科尔德迈、弗罗赛、鲁昂斯、圣艾蒂安德蒙吕克、圣让德布瓦索、维镇。
勒佩勒兰位于卢瓦尔河干流左岸，沿岸部分有滩涂分布。境内地势平坦，海拔在0至34米之间。
按照柯本气候分类法，勒佩勒兰属于较为典型的温带海洋性气候，全年温差较小，降水分布均匀。

## 历史
勒佩勒兰历史上长期为普通村落，二战后逐渐形成居民区。20世纪70年代末，法国国家电网曾计划在勒佩勒兰修建大型电站，遭到了当地居民的强烈反对。

## 交通
大西洋卢瓦尔省省道D11线、D58线、D80线等在勒佩勒兰镇中心交汇。南特公交E8路和78路经过勒佩勒兰境内。

## 人口
| 年份   | 1936  | 1946  | 1954  | 1962  | 1968  | 1975  | 1982  | 1990  | 1999  | 2005  | 2010  | 2015  | 2017  |
| ------ | ----- | ----- | ----- | ----- | ----- | ----- | ----- | ----- | ----- | ----- | ----- | ----- | ----- |
| 人口數 | 2,256 | 2,472 | 2,507 | 2,667 | 2,685 | 2,902 | 3,478 | 3,712 | 3,777 | 4,109 | 4,382 | 4,964 | 5,100 |

## 友好城市
- 英格兰 North Ferriby